# Ivan Armes
Ivan William Armes (* 6. April 1924 in Lowestoft; † 11. November 2015 in Norfolk) war ein englischer Fußballspieler.

## Karriere
Armes spielte in seiner Geburtsstadt Lowestoft für die Werksmannschaft des Schiffbauunternehmens Brooke Marine, bevor er im Juni 1945 zunächst als Amateur zu Norwich City kam. In der Spielzeit 1945/46, in der kriegsbedingt noch Ersatzwettbewerbe ausgetragen wurde, bestritt er fünf Partien.
Im November 1946 stieg Armes, der besonders mit seinen Tacklings und seiner Fähigkeit Gegenspieler einzuholen herausstach, bei Norwich zum Profi auf und kam zumeist auf der linken Läuferposition in der Football League Third Division South über die nächsten Jahre zu 61 Ligaeinsätzen für die erste Mannschaft, daneben bestritt er auch über 100 Spiele für Norwichs Reserveelf. Nachdem er bis Februar 1950 in Konkurrenz zu Grenville Williams, Len Dutton und Maurice Tobin stand, sorgte die Etablierung von Ron Ashman im März 1950 dafür, dass er bis zu seinem Abgang im Dezember 1951 nicht mehr in der ersten Mannschaft zum Einsatz kam. Nachdem er sich auf eigenen Wunsch auf die Transferliste hatte setzen lassen, wechselte er am 22. Dezember 1951 für eine Ablöse von £1000 zum Ligakonkurrenten Exeter City und erzielte drei Tage später bei seinem Debüt einen Treffer beim 4:0-Erfolg gegen Torquay United. Am 29. Dezember legte er gegen Leyton Orient einen weiteren Treffer nach, konnte sich in der Folge aber auf keiner der beiden Außenläuferpositionen etablieren und kam von April 1952 bis zu seinem Abgang im Sommer 1953 nur noch zu zwei weiteren Pflichtspieleinsätzen.
In der Folge ging er zurück in seine Heimatstadt und spielte für Lowestoft Town und übernahm auch eine Rolle im Trainerteam. Nachdem er seine Laufbahn 1955 beendet hatte, kehrte er 1958 nochmals kurzzeitig aus seinem sportlichen Ruhestand zurück. Nach seiner Profilaufbahn betrieb er einen Zeitschriftenladen in Lowestoft. Armes verstarb im November 2015, sein Heimatklub legte Ende November vor einem Spiel um die FA Trophy eine Schweigeminute zu seinen Ehren ein.